# Miyu Matsuki
Miyu Matsuki (jap. 松来 未祐, Matsuki Miyu; * 14. September 1977 in der Präfektur Hiroshima; † 27. Oktober 2015 in der Präfektur Tokio), eigentlich Mieko Matsuki (松木 美愛子, Matsuki Mieko), war eine japanische Synchronsprecherin (Seiyū).

## Leben
Miyu Matsuki studierte an der Keiō-Universität in der Fakultät für Umwelt- und Informationswissenschaften (Kankyō-Jōhō-bu). Ihr Debüt hatte sie 1998 in dem PlayStation-Spiel Mikami Kagura Shōjo Tanteidan, noch unter ihrem wirklichen Namen. Sie war seit mindestens 2002 bei der Agentur 81 Produce unter Vertrag. Größere Bekanntheit erlangte sie ab 2003, als sie mit der Rolle der Misaki/Yoriko Sagisawa eine der weiblichen Hauptfiguren in der Serie D.C. – Da Capo sprach, und vor allem ab 2004 mit Hauptrollen in der Henshin-Trilogie sowie in W Wish, Final Approach und Mezzo.
Miyu Matsuki starb am 27. Oktober 2015 im Alter von 38 Jahren an einer Lungenentzündung.

## Rollen (Auswahl)
| 2003 - D.C. – Da Capo (Yoriko Sagisawa / Misaki Sagisawa) 2004 - Henshin-Trilogie - Chō Henshin Cosprayer (Koto Hoshino / Mikorayer) - Hit o Nerae! (Natsumi Yagami) - Love Love? (Natsumi Yagami) - Final Approach (Akane Mizuhara) - Mezzo (Asami Igarashi) - W Wish (Tomo Kishida) 2005 - D.C.S.S. – Da Capo Second Season (Misaki Sagisawa) 2006 - Futari wa Pretty Cure Splash Star (Choppy) - Kagihime Monogatari: Eikyū Alice Rondo (Kisa Misaki) - Otome wa Boku ni Koishiteru (Shion Jūjō) - Strawberry Panic (Hikari Konohana) 2007 - Ayakashi (Hime Yakushiji) - Claymore – Schwert der Rache (Flora) - Hayate no Gotoku! (Isumi Saginomiya) - Hidamari Sketch (Yoshinoya-sensei) - Romeo × Juliet (Cordelia) - Sayonara Zetsubō Sensei (Harumi Fujiyoshi) - Yasai no Yōsei: N.Y. Salad (weiße Aubergine) 2008 - Hidamari Sketch × 365 (Yoshinoya-sensei) - Nogizaka Haruka no Himitsu (Yukari Kamishiro) - Yasai no Yōsei: N.Y. Salad (weiße Aubergine) - (Zoku) Sayonara Zetsubō Sensei (Harumi Fujiyoshi) 2009 - Hayate no Gotoku!! (Isumi Saginomiya) - Hidamari Sketch × 365 Tokubetsuhen (Yoshinoya-sensei) - Nogizaka Haruka no Himitsu: Purezza (Yukari Kamishiro) - (Zan) Sayonara Zetsubō Sensei (Harumi Fujiyoshi) 2010 - Haiyoru! Nyaruani: Remember My Love(craft-sensei) (Kūko) - Hidamari Sketch × Hoshimittsu (Yoshinoya-sensei) 2011 - Honto ni Atta! Reibai-sensei (Akiko Yoshii) 2012 - Haiyore! Nyaruko-san (Kūko) - Yurumates 3D (Kumi Tanaka) - Yurumates 3D Plus (Kumi Tanaka) 2013 - Haiyore! Nyaruko-san W (Kūko) - Fate/kaleid liner Prisma Illya (Magical Sapphire) 2014 - Fate/kaleid liner Prisma Illya 2wei! (Magical Sapphire) 2015 - Kotori Samba (Meronya) - Shimoneta to Iu Gainen ga Sonzai Shinai Taikutsu na Sekai (Anna Nishikinomiya) - Fate/kaleid liner Prisma Illya 2wei Herz! (Magical Sapphire) | - Gakkō no Kaidan (Hanako-san) - Haiyore! Nyaruko-san F (Kūko) - Haiyoru! Nyaruani (Kūko) - (Goku) Sayonara Zetsubō Sensei (Harumi Fujiyoshi) - (Zan) Sayonara Zetsubō Sensei: Bangaichi (Harumi Fujiyoshi) - Hayate no Gotoku!!: Atsu ga Natsu Ize: Mizugi-hen (Isumi Saginomiya) - Yurumates (Kumi Tanaka) - Yurumates wa! (Kumi Tanaka) - Futari wa Pretty Cure Splash Star: Tick Tack Kiki Ippatsu! (Choppy) - Pretty Cure All Stars DX: Minna Tomodachi Kiseki no Zen’in Daishūgō! (Choppy) - Pretty Cure All Stars DX2: Kibō no Hikari Rainbow Jewel o Mamore! (Choppy) - Pretty Cure All Stars DX3: Mirai ni Todoke! Sekai o Tsunagu Niji-iro no Hana! (Choppy) - Ontama! (Momoka Ono) 1998 - Mikami Kagura Shōjo Tanteidan (Chizuru Higaki) 2000 - Melty Blood (Hisui, Mecha Hisui) 2001 - Missing Blue (Ritsuki Saya) 2003 - True Love Story: Summer Days, and yet… (Yuiko Shinosaka) 2004 - Akai Ito (Kei Hatō) - W Wish (Tomo Kishida) 2005 - Dai-3-ji Super Robot Taisen Alpha: Shūen no Ginga e (Minaki Teomine) - Grand Chase (Arme Glenstid) - D.C. Four Seasons – Da Capo Four Seasons (Yoriko Sagisawa / Misaki Sagisawa) 2006 - Atelier Iris: Grand Fantasm (Iris Fortner) |